# Мод (Оклахома)
Мод (енгл. Maud) град је у америчкој савезној држави Оклахома.

## Демографија
По попису из 2010. године број становника је 1.048, што је 88 (-7,7%) становника мање него 2000. године.
| Група             | 2000.       | 2010.       |
| Белци             | 880 (77,5%) | 774 (73,9%) |
| Афроамериканци    | 2 (0,2%)    | 1 (0,1%)    |
| Азијати           | 3 (0,3%)    | 3 (0,3%)    |
| Хиспаноамериканци | 29 (2,6%)   | 57 (5,4%)   |
| Укупно            | 1.136       | 1.048       |